# فرودگاه تامبلر ریج
فرودگاه تامبلر ریج (به انگلیسی: Tumbler Ridge Airport) یک فرودگاه همگانی با کد یاتا TUX است که یک باند فرود آسفالت دارد و طول باند آن ۱٬۲۰۲ متر است. این فرودگاه در کشور کانادا قرار دارد و در ارتفاع ۹۳۳ متری از سطح دریا واقع شده است.